# Hiéroglyphe égyptien A51

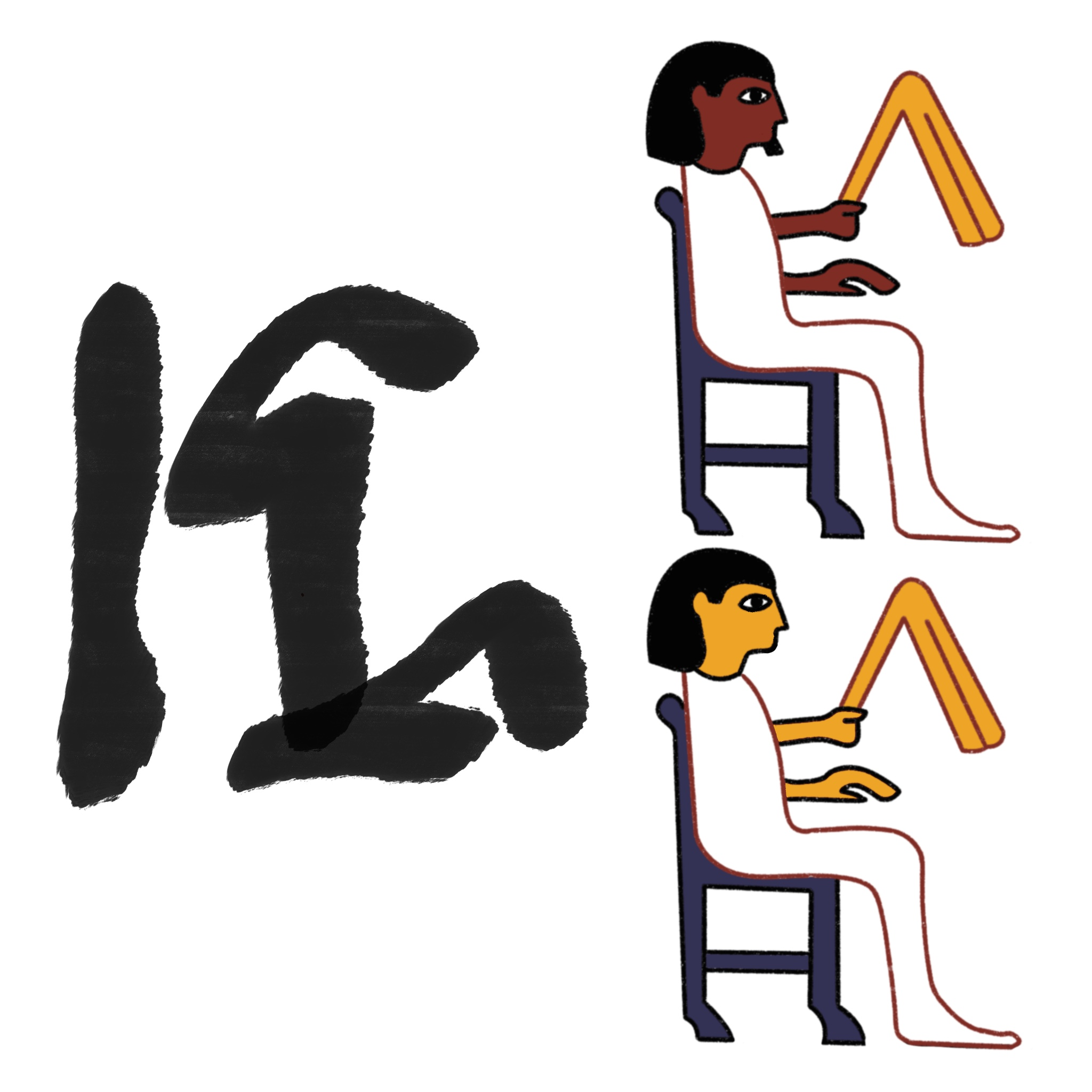
Version hiératique et hiéroglyphique

Le hiéroglyphe égyptien A51 (homme assis dans un fauteuil tenant le flagellum), est classifié dans la section A « L'Homme et ses occupations » de la liste de Gardiner ; il y est noté A51.

## Représentation
| Il représente un homme noble assis dans un fauteuil et tenant le flagellum nḫḫ | S45. |  |

Sans barbe et avec la peau jaune, il représente une femme.
Il est translittéré špsj.

## Utilisation
| A51 | s |

| A51 | s |

C'est, après le Moyen Empire, un déterminatif des termes (surtout sous forme de prénom) désignant une personne honorable.
| A50 |

| A50 |

## Exemples de mots
| mi | t · Z4 | A51 |

| mi | t · Z4 | A51 |

| A51 | s | z · N33A |

| A51 | s | z · N33A |

| tp · p | w | a · Z1 | A51 | Z3 |

| tp · p | w | a · Z1 | A51 | Z3 |